# Слай, Джоуи
Джозеф Дэвид Слай (англ. Joseph David Slye; 10 апреля 1996, Альбукерке, Нью-Мексико) — американский футболист, выступает на позиции кикера в составе клуба НФЛ «Вашингтон Коммандерс». На студенческом уровне играл за команду Политехнического института Виргинии.

## Биография
Джозеф Слай родился 10 апреля 1996 года в Альбукерке. Младший из двух сыновей в семье, его старший брат Эй Джей в 2014 году умер от лейкемии. Вырос в Виргинии, учился в старшей школе Норт-Стаффорд. Играл за школьную футбольную команду кикером и лайнбекером, включался в составы сборных звёзд турнира и штата. Участвовал в соревнованиях по метанию диска и толканию ядра, три года занимался соккером.

### Любительская карьера
В 2014 году Слай поступил в Политехнический институт Виргинии. В своём дебютном сезоне в NCAA он сыграл тринадцать матчей, реализовав 20 попыток филд-гола из 28. В игре Милитари Боула против «Цинциннати» он забил все четыре удара и установил рекорд по дальности, составивший 49 ярдов. В 2015 году Слай провёл тринадцать игр, реализовав 23 из 30 попыток. В четырнадцати матчах сезона 2016 года им было забито 20 филд-голов. По итогам турниров 2015 и 2016 годов его называли в числе полуфиналистов награды Лу Грозы лучшему кикеру студенческого футбола. В последнем сезоне карьеры в 2017 году Слай принял участие в одиннадцати матчах и реализовал 15 ударов.

#### Статистика выступлений в NCAA
| Сезон | Команда            | Игры | Кикер | Кикер | Кикер | Кикер | Кикер | Кикер | Пантер | Пантер | Пантер |
| Сезон | Команда            | Игры | XPM   | XPA   | XP%   | FGM   | FGA   | FG%   | Punts  | Yds    | Y/A    |
| ----- | ------------------ | ---- | ----- | ----- | ----- | ----- | ----- | ----- | ------ | ------ | ------ |
| 2014  | Виргиния Тек Хокис | 13   | 33    | 34    | 97,1  | 20    | 28    | 71,4  | 0      | 0      | 0,0    |
| 2015  | Виргиния Тек Хокис | 13   | 41    | 42    | 97,6  | 23    | 30    | 76,7  | 0      | 0      | 0,0    |
| 2016  | Виргиния Тек Хокис | 14   | 58    | 59    | 98,3  | 20    | 28    | 71,4  | 0      | 0      | 0,0    |
| 2017  | Виргиния Тек Хокис | 11   | 37    | 37    | 100,0 | 15    | 21    | 71,4  | 0      | 0      | 0,0    |
| Всего | Всего              | 51   | 169   | 172   | 98,3  | 78    | 107   | 72,9  | 0      | 0      | 0,0    |

### Профессиональная карьера
В 2018 году на драфте НФЛ Слай не был выбран ни одной из команд. Он был на просмотре в «Кливленд Браунс» и «Тампе-Бэй Бакканирс», но пробиться в их состав не смог. В апреле следующего года он заключил контракт с «Нью-Йорк Джайентс», но был отчислен из клуба уже через неделю. В августе 2019 года Слай подписал соглашение с «Каролиной», которой требовался кикер на время сборов. Перед стартом чемпионата основной кикер команды Грэм Гано получил серьёзную травму, и Слай занял его место. Он уверенно начал сезон, показывая хорошую точность ударов с дистанций свыше 50 ярдов, но после выездного матча в Лондоне у него начался спад. Чемпионат Слай завершил с 25 реализованными попытками филд-гола из 32, при пробитии экстра-пойнтов его точность составила 88,6 %. В феврале 2020 года клуб подписал с ним новый однолетний контракт.
Сезон 2020 года Слай провёл не лучшим образом, по его ходу утратив доверие главного тренера команды Мэтта Рула. В последних трёх матчах его не выпускали на пробитие филд-голов. По итогам чемпионата он реализовал 29 попыток из 36. Несмотря на игровые проблемы, в январе 2021 года он подписал новый однолетний контракт. В августе, перед стартом регулярного чемпионата, Слай был отчислен. Спустя неделю он стал игроком тренировочного состава «Хьюстон Тексанс». В клубе его рассматривали как замену Каими Фейрберну, получившему травму. После трёх сыгранных матчей и возвращения конкурента в состав, Слай был отчислен. Пятого октября его пригласили в «Сан-Франциско Форти Найнерс» как замену выбывшему из-за травмы Робби Гоулду. В составе команды он провёл три игры, установив личный рекорд по дальности филд-гола — 56 ярдов. После восстановления Гоулда контракт Слая был расторгнут. В ноябре он заключил соглашение с «Вашингтоном». До конца чемпионата он сыграл ещё шесть матчей, пробивая филд-голы с точностью 100 %. В апреле 2022 года клуб подписал с ним новый двухлетний контракт на сумму 5 млн долларов.
Сезон 2022 года стал лучшим в карьере Слая. По ходу чемпионата он оставался основным кикером «Вашингтона», реализовал 25 попыток филд-гола из 30 и забил 24 экстрапойнта. Он также побил свой рекорд по дистанции филд-гола, забив с 58 ярдов.

#### Статистика выступлений в НФЛ

##### Регулярный чемпионат
| Сезон | Команда                     | Игры | Кикер | Кикер | Кикер | Кикер | Кикер | Кикер | Пантер | Пантер | Пантер |
| Сезон | Команда                     | Игры | XPM   | XPA   | XP%   | FGM   | FGA   | FG%   | Punts  | Yds    | Y/A    |
| ----- | --------------------------- | ---- | ----- | ----- | ----- | ----- | ----- | ----- | ------ | ------ | ------ |
| 2019  | Каролина Пэнтерс            | 16   | 31    | 35    | 88,6  | 25    | 32    | 78,1  | —      | —      | —      |
| 2020  | Каролина Пэнтерс            | 16   | 33    | 36    | 91,7  | 29    | 36    | 80,6  | —      | —      | —      |
| 2021  | Хьюстон Тексанс             | 3    | 7     | 8     | 87,5  | 4     | 5     | 80,0  | —      | —      | —      |
| 2021  | Сан-Франциско Форти Найнерс | 3    | 2     | 4     | 50,0  | 7     | 8     | 87,5  | —      | —      | —      |
| 2021  | Вашингтон                   | 6    | 9     | 10    | 90,0  | 12    | 12    | 100,0 | —      | —      | —      |
| 2022  | Вашингтон Коммандерс        | 17   | 24    | 28    | 85,7  | 25    | 30    | 83,3  | —      | —      | —      |
| Всего | Всего                       | 61   | 106   | 121   | 87,6  | 102   | 123   | 82,9  | —      | —      | —      |